# Gumble
Gumble är en ort i Australien. Den ligger i kommunen Cabonne och delstaten New South Wales, i den sydöstra delen av landet, omkring 250 kilometer väster om delstatshuvudstaden Sydney. Orten hade 49 invånare år 2021.